# Провулок Ярослава Мудрого (Мелітополь)
Провулок Ярослава Мудрого — провулок у Мелітополі, що починається від перехрестя вулиць Воїнів-Інтернаціоналістів і Ярослава Мудрого, тягнеться приблизно 160 метрів уздовж вулиці Воїнів-Інтернаціоналістів і закінчується біля швейної фабрики «Елегант». Забудований лише з одного боку. Складається із приватного сектора.

## Назва
Провулок названий на честь Ярослава Мудрого (бл. 978—1054) — великого князя київського, автора першої на території Київської Русі збірки законів «Руська правда».
Також у Мелітополі є однойменна вулиця.

## Історія
Точна дата появи провулка невідома. Вперше він згадується 20 листопада 1954 року у протоколах засідань міськвиконкому як провулок Рози Люксембург.
У 1974 році почалося будівництво об'їзної дороги навколо центру міста — автомагістралі «Північ-Південь» (нині вулиця Воїнів-Інтернаціоналістів), що поглинула частину території приватного сектора від вулиці Крупської до вулиці Ломономова. В результаті прокладки магістралі частина провулка Рози Люксембург, що вціліла, зберігши свою назву, виявилася розташованою на боці нової вулиці.
У 2016 році провулок перейменували на честь Ярослава Мудрого згідно із законом про декомунізацію.

## Галерея
|  |  |  |                          |
|  |  |  | швейна фабрика «Елегант» |